# 효지면
효지면(孝池面)은 전라남도 광산군에 있었던 면으로, 1955년 광주시로 편입되어 폐지되었다.

## 연혁
| 조선총독부령 제111호      |                                                                                |               |
| 구 행정구역               | 구 행정구역                                                                    | 신 행정구역   |
| 광주군 부동방면           | 양림리(楊林里), 방림리(芳林里), 원지리(院旨里), 신사리 일부                    | 효천면 양림리 |
| 광주군 부동방면           | 벽도리                                                                         | 효천면 벽도리 |
| 광주군 도천면(陶泉面)     | 백운리(白雲里), 신기리(新基里), 옹정리(甕井里), 신사리(新社里) 일부            | 효천면 벽도리 |
| 광주군 도천면(陶泉面)     | 월산리(月山里), 신촌리(新村里), 염주리(念珠里) 일부                            | 효천면 주월리 |
| 광주군 도천면(陶泉面)     | 월전리(月田里)                                                                 | 효천면 진월리 |
| 광주군 효우동면(孝友洞面) | 진제리(直堤里), 점촌리(占村里), 구암리(龜岩里) 일부                            | 효천면 진월리 |
| 광주군 효우동면(孝友洞面) | 노대리(老大里)                                                                 | 효천면 노대리 |
| 광주군 효우동면(孝友洞面) | 덕남리(德南里)                                                                 | 효천면 덕남리 |
| 광주군 효우동면(孝友洞面) | 조봉리(朝鳳里), 이선리(伊仙里), 불로리(不老里), 용정리(龍井里), 옹정리(甕井里) | 효천면 봉선리 |
| 광주군 효우동면(孝友洞面) | 행정리(杏亭里), 대동리(大洞里), 구암리(龜岩里), 도동리(都洞里) 일부            | 효천면 행암리 |
| 광주군 효우동면(孝友洞面) | 입암리(立岩里), 가산리(佳山里), 임정리(林亭里), 도동리 일부                    | 효천면 임암리 |
| 광주군 효우동면(孝友洞面) | 송산리(松山里), 일성리(日成里), 입하리(立荷里), 호암리(虎岩里)                 | 효천면 송하리 |
| 광주군 지한면(池漢面)     | 서남리(瑞南里), 주곡리(酒谷里), 태봉리(台峯里). 홍연리(洪然里)                 | 지한면 홍림리 |
| 광주군 지한면(池漢面)     | 소태리(所台里)                                                                 | 지한면 소태리 |
| 광주군 지한면(池漢面)     | 운곡리(雲谷里), 신림리(新林里)                                                 | 지한면 운림리 |
| 광주군 지한면(池漢面)     | 내지리(內地里), 남계리(南溪里) 일부, 주남리(周南里) 일부                       | 지한면 내남리 |
| 광주군 지한면(池漢面)     | 신촌리(新村里), 선동리(仙洞里) 일부, 교항리(橋項里)                            | 지한면 선교리 |
| 광주군 지한면(池漢面)     | 용연리(龍淵里), 선동리(仙洞里) 일부                                            | 지한면 용연리 |
| 광주군 지한면(池漢面)     | 주남리 일부                                                                    | 지한면 월남리 |
| 광주군 부동방면           | 월동리(月洞里), 녹동리(鹿洞里)                                                 | 지한면 월남리 |
| 광주군 부동방면           | 용강리(龍崗里), 화산리(花山里)                                                 | 지한면 용산리 |
| 광주군 도천면             | 화산리(花山里)                                                                 | 지한면 용산리 |
- 1914년 이전 광주군 효우동면, 어천면, 지한면(池漢面)
- 1914년 4월 1일 광주군 효천면, 지한면
- 1935년 10월 1일 광산군 효지면
- 1955년 7월 1일 효지면 전역이 광주시로 편입

## 같이 보기
- 효덕동
- 진월동
- 지원동
- 송암동